# Vincent Dedienne

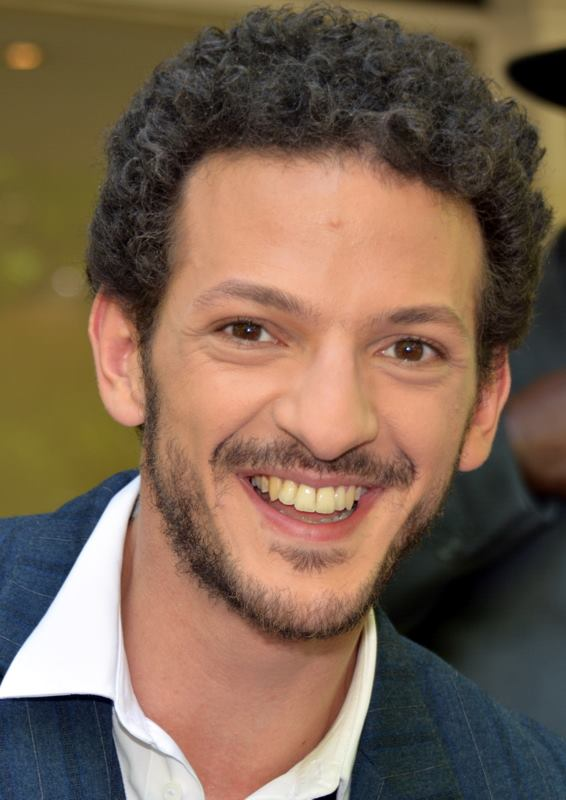
Vincent Dedienne (2016)

Vincent Dedienne (* 2. Februar 1987 in Mâcon) ist ein französischer Schauspieler in Film und Theater. Er ist auch als Bühnenautor und Theaterregisseur tätig.

## Leben
Vincent Dedienne wurde in Mâcon im Département Saône-et-Loire geboren. Nach dem Verschwinden seiner Mutter wurde er im Alter von fünf Monaten von einem Lehrerehepaar adoptiert und verbrachte seine Kindheit in Lugny, einem Dorf in Haut-Mâconnais.
Naben seinem Studium der darstellenden Kunst und modernen Literatur an der Universität Lyon nahm er an der Scène sur Saône Theaterunterricht. Nach seinem Abschluss studierte er klassisches Theater an der École nationale supérieure d'art dramatique de la Comédie de Saint-Étienne. In dieser Zeit machte er die Bekanntschaft von François Rollin. Sein Theaterdebüt gab Dedienne 2006 an der Comédie de Saint-Étienne.
Am 19. Dezember 2018 folgte Dedienne, der offen schwul lebt, gemeinsam mit über 70 weiteren Prominenten dem Aufruf der Association Urgence Homophobie, die sich gegen Homophobie einsetzt, und wirkte auch an dem Musikvideo zu der entstandenen Single De l'amour mit.
Im Film Effacer l’historique von Benoît Delépine und Gustave Kervern, der im Februar 2020 im Rahmen des Wettbewerbs der Internationalen Filmfestspiele Berlin seine Premiere feierte, spielte er einen jungen Biobauern.

## Filmografie
- 2018: Premières vacances
- 2018: La fête des mères
- 2020: Der Rosengarten von Madame Vernet (La fine fleur)
- 2020: Parents d'élèves
- 2020: L’étreinte
- 2020: Effacer l’historique
- 2020: Terrible jungle
- 2020: Eliott de Bellabre
- 2020: A Good Man
- 2020: La Flamme (Fernsehserie, 8 Folgen)
- 2022: The French Mans (Fernsehserie, 6 Folgen)

## Theaterarbeiten

### Als Schauspieler
- 2008: Un mari à la porte von Jacques Offenbach, Inszenierung von Bernard Rozet, Philharmonic Hall, Liverpool[5]
- 2009: Le Médecin malgré lui von Molière, Inszenierung von Jean-Claude Berutti, u. a. Comédie de Saint-Étienne[6]
- 2009: Kukuga mélancolique système dix von Jean-Paul Delore, u. a. Théâtre Paris Villette
- 2010: Le roi s’amuse von Victor Hugo, Inszenierung von François Rancillac, Théâtre de l'Aquarium, Paris
- 2012: Mais tous les ciels sont beaux von Hervé Guibert, Inszenierung von ihm selbst und Sarah Seignobosc, Saint-Étienne, Lyon
- 2013: Super heureux von Silke Hassler, Inszenierung von Jean-Claude Berutti, Théâtre Les Déchargeurs, Paris
- 2014: Je marche dans la nuit sur un chemin mauvais von Ahmed Madani, Théâtre de la Tempête, Paris[7]
- 2018: Callisto et Arcas von Ovid, Inszenierung von Guillaume Vincent, Théâtre des Bouffes du Nord, Paris18
- 2018: Le Jeu de l'amour et du hasard von Marivaux, Inszenierung von Catherine Hiegel, Théâtre de la Porte Saint-Martin, Paris
- 2018: Ervart ou les derniers jours Frédéric Nietzsche von Hervé Blutsch, Inszenierung von Laurent Fréchuret, u. a. Théâtre du Rond-Point

### Als Autor
- 2014–2018: S’il se passe quelque chose..., eine Szene, aufgeführt am Petit Hébertot, Paris
- 2014: Le professeur Rollin se rebiffe, mit Joël Dragutin und François Rollin[8]
- 2016: Le professeur Rollin se re-rebiffe, mit Joël Dragutin und François Rollin
- 2017: Moitié voyageur, mit Anaïs Harte[9]